# Nepalomorpha kuznetsovi
Nepalomorpha kuznetsovi är en mångfotingart som beskrevs av Sergei I. Golovatch 1994. Nepalomorpha kuznetsovi ingår i släktet Nepalomorpha och familjen orangeridubbelfotingar. Inga underarter finns listade i Catalogue of Life.